# Koniec wiary
Koniec wiary (ang. The End of Faith) – książka Sama Harrisa, której tematem są zorganizowane religie, konflikt pomiędzy wiarą religijną i myślą racjonalistyczną oraz problem tolerancji wobec religijnego fundamentalizmu.
Inspiracją do jej powstania był – jak to opisuje autor – okres zbiorowego żalu i oszołomienia po atakach 11 września 2001. Książka zawiera rozbudowaną krytykę wszystkich rodzajów wierzeń religijnych.
Została wydana we wrześniu 2004 i otrzymała nagrodę PEN/Martha Albrand Award for First Nonfiction. Rok później, w październiku, została wydana w miękkiej okładce i jeszcze w tym samym miesiącu znalazła się na czwartym miejscu listy bestsellerów New York Timesa, pozostając na niej przez 33 tygodnie.

## Treść
Rozpoczyna się dokładnym opisem ostatniego dnia życia zamachowca-samobójcy. We wprowadzającym rozdziale nawołuje do porzucenia postawy szacunku i tolerancji wobec konkurujących ze sobą systemów wierzeń, które opisuje jako "jednakowo nieskażone dowodami". Choć koncentruje się na grupach religijnych ekstremistów, obecnie posiadających także broń masowej zagłady, jest równie krytyczny wobec łagodniejszych form religijności, które opisuje jako "kontekst uniemożliwiający adekwatną odpowiedź wobec przemocy wywołanej religią".
Poddaje analizie charakter samych wierzeń, podważając pogląd, że możemy się po prostu cieszyć swobodą wierzeń - ponieważ, jak pisze, "wiara zawiera potencjał działania". Żeby być użyteczna musi jednocześnie być logiczna i spójna oraz zgodna z prawdą. Ponieważ jak dotąd wierzenia religijne nie znalazły niezależnego potwierdzenia w materiale empirycznym, Harris porównuje religię do zaburzenia umysłowego, które, jak pisze, "pozwala skądinąd normalnym ludzkim istotom korzystać z owoców szaleństwa i uważać je za święte". Pisze o "zbiorowym szaleństwie" oraz że jest "zwykłym przypadkiem w historii, że pogląd iż Stwórca wszechświata może słyszeć nasze modlitwy jest uważany za normalny, podczas kiedy za objaw szaleństwa wzięte byłoby stwierdzenie, że komunikuje się kroplami deszczu wystukując komunikaty alfabetem Morse'a na szybie naszej sypialni."
Dokonuje krótkiego przeglądu historii chrześcijaństwa, analizując Inkwizycję oraz prześladowania czarownic i Żydów. Podsumowuje twierdzeniem, że torturowanie heretyków było oczywistym wyrazem doktryny chrześcijaństwa - który został usprawiedliwiony przez takich ludzi jak Święty Augustyn. Podążając tym tropem Harris widzi Holocaust jako zjawisko wynikłe z tradycyjnego chrześcijańskiego antysemityzmu. "Wiedząc o tym, lub nie" - pisze - "Naziści byli przedstawicielami religii".
Prawdopodobnie najbardziej kontrowersyjnym aspektem książki jest bezkompromisowa ocena i krytyka islamu, który opisuje jako "kult śmierci". Wskazuje na związki pomiędzy naukami islamu a terroryzmem, wspiera to pięcioma stronami cytatów z Koranu, wychwalającymi użycie przemocy. Przedstawia także dane Pew Research wskazujące, iż znaczący procent światowej społeczności muzułmańskiej usprawiedliwia użycie zamachów samobójczych jako uzasadnionej taktyki.
Jednakowo krytykuje działania chrześcijańskiej prawicy w USA, na polu polityki związanej z seksualnością, narkotykami, użyciem komórek macierzystych w badaniach naukowych i walce z AIDS w krajach rozwijających się. Widzi te działania jako ciągłe zmierzanie w kierunku teokracji. Krytykuje znaczące postacie reprezentujące władzę ustawodawczą i sądowniczą za to, co postrzega jako jawną porażkę w oddzieleniu kościoła i państwa. "Nie tylko jemy śmieci świata starożytnego, ale jeszcze jesteśmy z tego dumni", pisze.
Następnie zarysowuje to, co określa jako "naukę o dobru i złu" - racjonalne przedstawienie etyki, która musi wynikać z zagadnień ludzkiego szczęścia i cierpienia. Pisze o potrzebie moralności, dla której nie mają znaczenia kryteria "zbawienia" i "potępienia". Krytykuje również relatywizm moralny i to, co nazywa "fałszywym wyborem pacyfizmu". W kontrowersyjnym ustępie porównuje kwestie etyczne wynikłe ze strat towarzyszących wojnie i torturowaniem pochwyconych na wojnie, przy czym tę pierwszą kwestię uważa za bardziej problematyczną. Pisze: "odraza do tortur jest sprzeczna z wymogami współczesnej wojny".
Na zakończenie kieruje się ku duchowości, ku buddyzmowi, skąd czerpie inspirację, twierdząc, że dopóki rozważamy duchowość Zachodu "wygląda na to, że stoimy na ramionach karłów". Rozważa naturę świadomości oraz to, w jaki sposób używając technik medytacyjnych rozpuścić iluzję "ego". Cytuje buddyjskich mistrzów takich jak Padmasambhava, choć nie przypisuje im żadnych ponadnaturalnych właściwości - "mistycyzm jest całkowicie racjonalny, podczas kiedy religia nie". Uważa, że jest możliwe całkowite przekształcenie przeżywania świata, ale należy o tym mówić w kategoriach racjonalizmu.

Jedyne anioły, które musimy przywoływać, to nasza lepsza natura: rozsądek, uczciwość i miłość. Jedynymi demonami, których powinniśmy się obawiać, są te, które czają się w każdym ludzkim umyśle: niewiedza, nienawiść, chciwość i wiara, która z pewnością jest majstersztykiem diabła.

## Reakcje
Książka spotkała się z krytyką, jedni (np. Tom Flynn z "Free Inquiry", Johann Hari z "The Independent") zarzucali autorowi mistycyzm, inni zaatakowali autora za jego krytykę chrześcijaństwa.
W odpowiedzi na reakcje wywołane "Końcem wiary" w wydaniu z 2005 Harris zmienił posłowie odpowiadając niektórym krytykom, a w 2006 napisał "List do chrześcijańskiego narodu".